# Louis Siquet
Louis Siquet (Büllingen, 9 augustus 1946) is een Belgisch Duitstalig politicus voor de Sozialistische Partei.  

## Levensloop
Hij werd beroepshalve ambtenaar en bestuurschef. Siquet woont in Amel, is gehuwd en vader van twee kinderen.
Van 1997 tot 2015 was Siquet lid van het Parlement van de Duitstalige Gemeenschap. Van 2004 tot 2010 was hij tevens de voorzitter van dit parlement.
Tevens was hij van 1999 tot 2004 en van 2010 tot 2014 gemeenschapssenator van de Duitstalige Gemeenschap in de Senaat. Bij de coalitiebesprekingen voor de regering van de Duitstalige Gemeenschap in 2009 werd overeengekomen dat de SP vanaf februari 2010 de gemeenschapssenator mocht leveren. Tevens was hij van 1999 tot 2003 en van 2010 tot 2014 lid van de Raadgevende Interparlementaire Beneluxraad.
Daarnaast is Siquet sinds 6 juni 2009 grootofficier in de Belgische Leopoldsorde, heeft hij sinds 15 november 1997 het Burgerlijk Kruis 2e klasse en heeft hij sinds 15 november 1987 de Burgerlijke Medaille 1e klasse.